# Can Besora
|  | Per a altres significats, vegeu «Can Besora (Sant Joan de Vilatorrada)». |

Can Besora era una masia de l'antic terme de Sant Genís dels Agudells, al districte d'Horta-Guinardó de la ciutat de Barcelona, actualment enderrocada.
Era situada a l'actual carrer de Natzaret, al darrere del Patronat Ribas. Originalment, la finca comprenia dues heretats amb les respectives cases. L'altra casa, que va desaparèixer al començament del segle xx, era on ara hi ha el barri de la Teixonera, on ha donat nom al carrer de les Escales de Can Besora.